# Neuhaus (Creußen)
Neuhaus (oberfränkisch: Naihaus) ist ein Gemeindeteil der Stadt Creußen im Landkreis Bayreuth (Oberfranken, Bayern). Neuhaus liegt in der Gemarkung Haidhof,.

## Lage
Die Einöde liegt in einer Waldlichtung. Im Südwesten verläuft die Bahnstrecke Nürnberg–Cheb. Ein Anliegerweg führt zur Staatsstraße 2120 (0,4 km östlich).

## Geschichte
Der Ort wurde 1820 als „Neuhaus“ erstmals schriftlich erwähnt.
Mit dem Gemeindeedikt (frühes 19. Jahrhundert) wurden Neuhaus dem Steuerdistrikt Haidhof und der Ruralgemeinde Haidhof zugewiesen. Im Rahmen der Gebietsreform in Bayern wurde Neuhaus am 1. Mai 1978 in die Stadt Creußen eingegliedert.